# ルートヴィヒ・ウーラント
ヨハン・ルートヴィヒ・ウーラント (Johann Ludwig Uhland　1787年4月26日 – 1862年11月13日)は、ドイツの文献学者、法律家、政治家、詩人。

## 来歴
ウーラントはヴュルテンベルク公国テュービンゲンで誕生した。
エバーハルト・カール大学テュービンゲンで法学やギリシア古典、中世ドイツ文学を学んだ。法学士を取得後、パリに赴き中世フランス文学を研究した。帰国後の1812年から1814年にかけてヴュルテンベルク王国の首都シュトゥットガルトで弁護士として勤めた。またウーラントは自由主義者として活躍した。この頃からヴュルテンベルクで民主的議会の開会を強く主張した。1819年から1827年までテュービンゲンの議会、1829年までシュトゥットガルトの議会で代議員を勤めた。その後ウーラントは1848年にフランクフルトアムマインで開催されたフランクフルト国民議会の代議員に選出されて参集したが、最終的に自由主義的ドイツ統一の夢は潰えた。
シュヴァーベン土着に培われたウーラントは若き日より中世にあこがれを抱いていた。中世ドイツのフォークロア、古民謡、おとぎ話、伝説、民間伝承の研究に没頭しながら『Zur Geschichte der Freischiessen』、『Der Mythus von Thôr nach nordischen Quellen』、『Sagenforschungen』など多数の学術書を刊行した。中世ドイツの詩人ヴァルター・フォン・デア・フォーゲルヴァイデを研究して1822年に刊行した学術書『Walther von der Vogelweide, ein altdeutscher Dichter』は名高い。
ウーラントはヴァルター・フォン・デア・フォーゲルヴァイデ、ヨハン・ヴォルフガング・フォン・ゲーテ、フリードリヒ・フォン・シラーの影響が濃く、在学中から詩作を始めた。題材は中世ドイツの伝説やフォークロアから取られたものが多い。『Lied der Nibelungen』、『Musenalmanach』、『Die Kapelle』といった詩作品を発表し、特に『Vaterländische Gedichte』はよく知られている。詩作品は非常に牧歌的であり故郷に深く根ざした素朴な抒情詩・リート（多くの作曲家によって作曲された）やバラーデは人々に愛された。バラ－デ、「とくに「盲目の王」Der blinde König、「楽人の呪い」Des Sängers Fluchなどは傑作として知られている」。また2作の戯曲『Ernst, Herzog von Schwaben』、『Ludwig der Baier』も残したが、「これは彼の本領ではない」。
「第一次大戦中（ドイツ人兵士の間で）最も好まれてうたわれ」、様々の替え歌を産んだ歌がウーラントの≫Ich hatt’ einen Kameraden≪（「戦友ありき」）である。これは『少年の魔法の角笛』にも収録された「起床太鼓」を踏まえている。
ウーラントは1829年から1833年まで母校エバーハルト・カール大学テュービンゲンで中世ドイツ文学の教鞭を執ったが、政治的見解の相違もあり職を辞した。故郷ヴュルテンベルク王国テュービンゲンで没した。

## 刊行
- Walther von der Vogelweide, ein altdeutscher Dichter (1822)
- Der Mythus von Thôr nach nordischen Quellen (1836)
- Sagenforschungen (1836)